# Nato Vatchnadze
Pour les autres membres de la famille, voir Famille Andronikov.
La princesse Natalia Andronikova (en géorgien : ნათელა ანდრონიკაშვილი, en cyrillique : Княжна Наталия Андроникова), née le 14 juin 1904 à Varsovie et morte le 4 juin 1953 à Zougdidi, est une actrice géorgienne soviétique connue au cinéma sous le pseudonyme de Nato Vatchnadze (en géorgien : ნატო ვაჩნაძე, en cyrillique : Нато Вачнадзе).

## Famille
Seconde d'une famille de quatre enfants, Natalia Gueorguievna Andronikova est la fille du colonel de hussards Gueorgui Alexandrovitch Andronikov (1875-1911) et de Iekaterina Semionovna Slivistkoaïa (1877-1947). Elle est la descendante d'une longue lignée de princes de Kakhétie, les Andronikachvili, eux-mêmes descendants d'Andronic Ier Comnène. Sa sœur cadette, la princesse Kira Gueorguievna Andronikova est également actrice de cinéma.

## Mariages

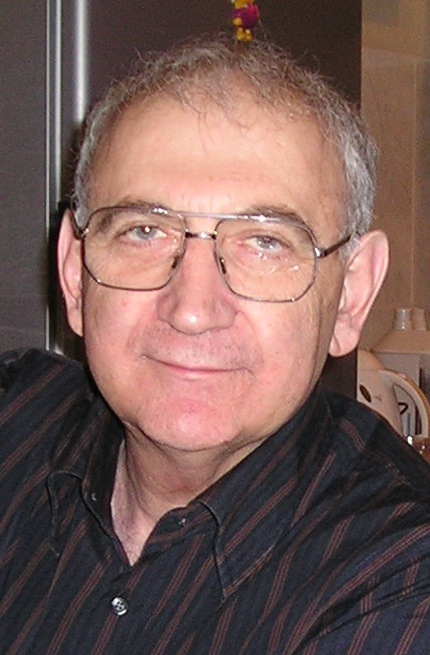
Eldar Chenguelaia, fils aîné de la princesse Natalia Gueorguievna Andronikova

Natalia Gueorguievna Andronikova épouse le prince Merab Vatchnadze,.
Divorcée, elle épouse le réalisateur et scénariste soviétique Nikolaï Chenguelaia.
De cette union naissent Eldar Chenguelaia en 1933, qui devient cinéaste et enseignant, et Gueorgui Chenguelaia en 1937, lui aussi cinéaste. Divorcée, Natalia Andronikova épouse le capitaine Anatoli Alexeïevitch Katcharava (1910-1982).

## Biographie
En 1919, la jeune Natalia travaille à l'usine Prométhée (usine de pierre naturelle). En 1923, le réalisateur Chakro Berishvili découvre sa photo dans un studio à Tbilissi. Subjugué par la beauté de la jeune princesse, il s'enquiert de l'adresse de la jeune femme auprès du photographe et se rend à Gourdjaani, en Kakhétie, la ville où réside Natalia Andronikova et lui offre deux rôles dans ces prochains films : Arsen le voleur (1923) réalisé par Vladimir Barski, et La Parricide (1923) du réalisateur arménien Amo Bek-Nazarov, elle joue sous la direction du réalisateur géorgien Ivan Perestiani dans le film Trois vies. Très vite, elle acquiert une grande renommée en Géorgie mais également en URSS. Cette femme d'une grande beauté fait la une de tous les magazines de l'époque. Elle tient souvent des rôles d'ingénue, une femme passionnée et innocente. En 1926, Le théâtre et le metteur en scène Koté Mardjanichvili offrent à Nato Vatchnadze deux rôles difficiles dans deux œuvres cinématographiques, Le Taon et Amok adaptés des ouvrages de la romancière irlandaise Ethel Lilian Voynich et le second du romancier autrichien Stefan Zweig. Ces deux œuvres apportent à la princesse une renommée internationale. Dans le film gremano-soviétique Le Cadavre vivant, elle joue le rôle d'une gitane nommée Macha. Ce film est adapté du roman de Léon Tolstoï publié en 1900 après le décès de l'écrivain russe.
Nato Vatchnadze fut avec l'acteur Igor Ilinski l'une des grandes stars du cinéma muet soviétique. Ses rôles au cinéma furent différents des personnages interprétés par les autres actrices de l'époque 1920. La plupart des actrices soviétiques de cette époque furent reléguées dans des rôles de prolétariennes ou d'héroïne traditionnelle du cinéma. L'actrice géorgienne joua des rôles de femmes à la beauté sensuelle, les réalisateurs de ses films jouèrent certainement avec son magnifique physique de géorgienne. Fait inhabituel dans le cinéma soviétique, la plupart des films tournés par Nato Vantchnadze furent des mélodrames brûlants dans lesquels elle joua avec passion et émotion. Dans ses Mémoires, l'écrivaine russe Evguénia Guinzbourg l'a décrivit comme une colombe héroïne ou comme une éternelle victime. L'écrivain Victor Chklovski l'a décrivit « comme une actrice du style américain car sa valeur réside dans la pureté de l'archétype ethnographique »
Lors de l'apparition du cinéma parlant, Nato Vatchnadze décide d'arrêter momentanément sa carrière. Sur les conseils de Grigori Kozintsev elle se rend à Moscou et travaille comme assistante-réalisatrice avec l'une des pionnières du cinéma soviétique, Esther Choub.
De retour en Géorgie, Nato Vatchnadze débuta une seconde carrière au cinéma, en 1934, elle tourna dans plusieurs films parlants comme : La Dernière Croisade et sous la direction de Mikhaïl Tchiaoureli, La Dernière Mascarade Elle tourna également sous la direction de son second époux, Nikolaï Chenguelaia dont Gioulli, un film muet de 1927 et La Vallée de l'or en 1937. Les Conquérants des sommets du réalisateur David Rondeli fut son dernier film (1952).
En 1935, il lui fut remis le titre honorifique d'Artiste émérite de Géorgie, en outre, elle fut décorée de la médaille d'honneur. En 1941, Nato Vatchnadze reçut le titre d'artiste du peuple de la république socialiste soviétique de Géorgie et le prix Staline. Le titre d'artiste émérite d'URSS lui fut décerné. Elle fut décorée de l'ordre du Drapeau rouge du Travail. En 1943, elle devint membre du Parti communiste de l'Union soviétique.

## Décès
Le 14 juin 1953, Nato Vatchnadze trouve la mort dans un accident d'avion sur la ligne Moscou-Tbilissi. Selon certaines sources, l'avion aurait été frappé par la foudre.

## Distinctions et prix
- 1941: prix Staline (2e grade).
- 1941 : artiste du peuple de la république socialiste soviétique de Géorgie.
- 1935 : artiste émérite de Géorgie.
- Artiste émérite de la république socialiste fédérative soviétique de Russie
- Ordre du Drapeau rouge du Travail.
- 1938 : médaille d'Honneur pour son rôle de Neno dans le film Arsen le bandit.

## Filmographie

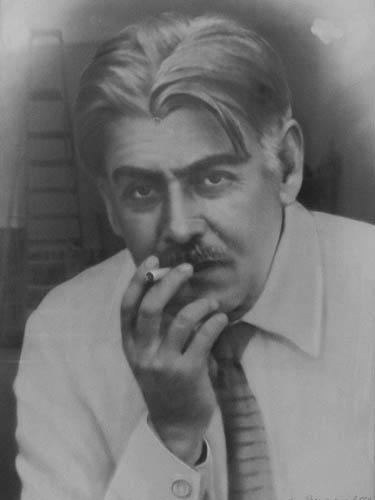
Le directeur de théâtre Koté Mardjanichvili, dit Constantin Mardjanov

- 1923 : Arsen le Bandit de Vladimir Barski : Neno
- 1923 : Patricide d'Amo Bek-Nazarov : Nounou
- 1924 : Trois Vies d'Ivan Perestiani : Esma
- 1924 : Le procès du meurtre de Tariel Mklavadze d'Ivan Perestiani : Despina
- 1925 : Qui est le coupable ? de Aleksandre Tsoutsounava : Pati
- 1925 : Cauchemars du passé de Vladimir Barski
- 1926 : Le Taon de Koté Mardjanichvili : Jema
- 1926 : Natella d'Amo Bek-Nazarov : Natella
- 1927 : Amok de Koté Mardjanichvili : femme
- 1927 : Guioulli de Nikolaï  Chenguelaia : Guioulli [17]
- 1928 : Le Cadavre vivant de Fiodor Otsep : Macha
- 1930 : Quartiers de banlieue de Grigori Gritcher-Tcherikover : Dora
- 1931 : La brigade de fer de Dmitri Vassiliev : Macha
- 1934 : Les dernières croisades de Semion Dolidze : Tsitsia
- 1934 : La Dernière Mascarade de Mikhaïl Tchiaoureli : Tamara
- 1937 : La Vallée de l'or de Nikolaï Chenguelaia : Nani
- 1937 : Arsen de Mikhaïl Tchiaoureli : Neno
- 1939 : Patrie de Diomide Antadze et Nikolaï Chenguelaia : Natella
- 1940 : La Fille de Khidobani de Diomide Antadze : Gviristine
- 1941 : Kadjana de Konstantin Pipinachvili : Marta
- 1943 : Il sera de retour de Nikolaï Chenguelaia : Manana
- 1947 : Un berceau pour un poète de Konstantin Pipinachvili : Mano
- 1948 : Keto et Kote d'Avksenti Tsagareli : danseuse
- 1952 : Les Conquérants des sommets de David Rondeli : Ielizaveta Lamidze[18].

## Honneurs rendus
- Un pétrolier de la Compagnie de navigation géorgienne a porté le nom Nato Vatchnadze[19].
- Une rue de Tbilissi capitale de la république de Géorgie porte son nom.
- Le prix du cinéma géorgien porte son nom[20].
- En 1981 un musée consacré à l'actrice ouvre ses portes à Gourjaani (Kakhétie)[21].